# Arthur Hill (2e baron Sandys)
Arthur Moyses William Hill, 2e baron Sandys (10 janvier 1792 - 16 juillet 1860), est un homme politique et un militaire anglo-irlandais.

## Jeunesse
Il est le deuxième fils d'Arthur Hill (2e marquis de Downshire), et de Mary, fille et héritière du colonel Martin Sandys, fils de Samuel Sandys, 1er baron Sandys. Sa mère est créée à part entière baronne Sandys en 1802, la succession étant réservée à ses fils cadets.

## Carrière
Il rejoint l'armée en 1809 en tant que cornet au 10e Hussars. Il est promu lieutenant en 1810 et capitaine en 1813. Il sert dans la Guerre d'indépendance espagnole, notamment aux batailles de Vittoria et de Pampelune.
Il sert dans la Bataille de Waterloo en tant qu'aide de camp de Wellington, avec le grade de capitaine. Il est censé être le jeune homme le plus gras dans l'armée britannique.
Il reste dans l'armée jusqu'en 1858 et atteint finalement le grade de colonel du 7e Dragoons.
Il entre au Parlement en tant que l'un des deux représentants du comté de Down en 1817, poste qu'il occupe jusqu'en 1836, date à laquelle il succède à sa mère dans la baronnie. Il est décédé en juillet 1860, à l'âge de 68 ans. Il ne s'est jamais marié. Son frère cadet, Marcus, lui succède dans la baronnie.